# معركة نهر أبرة
 معركة نهر أبرة  كانت معركة بحرية بين الأسطول القرطاجي (ما يقرب من 40 سفينة حربية) تحت قيادة هملكو والأسطول الروماني (ما يقرب من 55 سفينة رومانية) تحت قيادة سكيبيو الأصلع بالقرب من مصب نهر أبرة في ربيع عام 217 ق.م.
قرر صدربعل برقا، القائد القرطاجي في أيبيريا، شنّ حملة مشتركة من قواته البرية وأسطوله لتدمير قاعدة الرومان شمال نهر أبرة، لكن قواته البحرية هُزمت تماما بعد هجوم مباغت من قبل السفن الرومانية وخسرت 29 سفن، كما فقدت السيطرة على البحار المحيطة بأيبيريا. تحسنت سمعة الرومان في أيبيريا بعد هذا النصر، مما تسبب في تمرد بعض القبائل الأيبيرية التي كانت تحت سيطرة القرطاجيين.

## التحضير للمعركة
هزيمة هانو بن بوملقار في معركة سيسا في شتاء عام 218 ق.م، قضى سكيبيو الأصلع وقته في تعزيز قبضته على المناطق الأيبيرية في شمال نهر أبرة والإغارة على الأراضي التي تخضع للقرطاجيين جنوب نهر أبرة من قاعدته في طركونة. وكان قد تلقى تعزيزات من روما لزيادة قواته. وفي الوقت نفسه، كان صدربعل برقا القائد القرطاجي في أيبيريا، يحاول زيادة عدد جيشه عن طريق تجنيد قوات أيبيرية. خلال شتاء عام 218 ق.م.، رفع صدربعل عدد سفن أسطوله من 32 سفينة حربية إلى 42 سفينة.
في ربيع عام 217 ق.م، شنّ صدربعل حملة مشتركة على قاعدة الرومان في شمال نهر أبرة. تولى صدربعل قيادة الجيش بنفسه، وعين نائبه هملكو قائداً للأسطول. وسارت الجيش بمحاذاة الساحل، جنباً إلى جنب مع السفن ليلاً.
خشي سكيبيو الأصلع من أن يكون الجيش القرطاجي يفوقه عددا، لذا عقد العزم على خوض معركة بحرية. وعلى الرغم من أنه لم يكن يمتلك سوى 35 سفينة حربية، إلا أن حلفائه «الماسيليين» دعموه بـ 20 سفينة.

## المعركة
بعد وصول القرطاجيون إلى مصب نهر أبرة، وغادر البحارة وأطقم السفن من أجل جمع المؤن حيث لم تكن تصاحبهم أي سفن تحمل المؤن. وعلى الرغم من أن إرسال صدربعل مجموعات للاستطلاع على الأرض، لم يقم هملكو بذلك في البحر.
اكتشفت سفينتان ماسيليتان وجود الأسطول القرطاجي عند مصب النهر، واسرعت لتحذير سكيبيو. كان الأسطول الروماني قد أبحر من طركونة، وكان على مسافة 10 أميال شمال موقع القرطاجيين عندما بلغت سكيبيو التحذيرات. فقرر الإبحار لمهاجمة الأسطول القرطاجي. اكتشف كشافة جيش صدربعل اقتراب الأسطول الروماني قبل أن يكتشف ذلك الأسطول، وحذروا أسطولهم من الخطر من خلال إشارات النار. كان معظم الأطقم تجمع المؤن حين هاجمهم الأسطول الروماني، فأسرعوا إلى سفنهم وأبحروا بطريقة غير منتظمة. كان التنسيق بينهم ضعيفا، بل ولم تستطيع بعض السفن الإقلاع بسبب المفاجأة الرومانية. وما أن أبحر هملكو، حتى أمر صدربعل جيشه بالتوجه للشاطئ لتشجيع أسطولهم.
لم يكن عنصر المفاجأة والتفوق العددي للرومان فقط هو ما يميزهم، بل وكانت الكفاءة القتالية أيضاً في صالحهم، حيث كان ربع السفن القرطاجية حديثة الإنشاء وحديثة العهد بالمعارك. قسم سكيبيو أسطوله إلى مجموعتين 35 سفينة رومانية في المقدمة ومن خلفهم 20 سفينة ماسالية. ثم هاجم الرومان الأسطول القرطاجي عند مصب النهر، وأغرق 4 سفن وصعود الرومان على سفينتان واستولوا عليها. أصاب القرطاجيون الرعب، فأرسوا سفنهم على الشاطئ وهربوا للاحتماء بالجيش. وعندئذ اقتاد الرومان 23 سفينة قرطاجية.

## النتائج
كانت الهزيمة حاسمة. إضطر صدربعل للعودة إلى مدينة قرطاجنة الأيبيرية، خوفا من شن الرومان لهجمات بحرية على الأراضي القرطاجية. وبتحطم أسطوله، اضطرت صدربعل أن يبعث لحكومته لترسل له تعزيزات أو لأرسال سفن جديدة. أشعلت الهزيمة التمرد بين القبائل الأيبيرية، مما إضطر قرطاجنة لإرسال 4,000 جندي مشاة و 500 فارس لصدربعل الذي قضى العام التالي في إخضاع المتمردين.